# Hilbersdorf (Thüringen)
Hilbersdorf is een gemeente in de Duitse deelstaat Thüringen, en maakt deel uit van de Landkreis Greiz.
Hilbersdorf telt 200 inwoners.